# 로비 도밍고

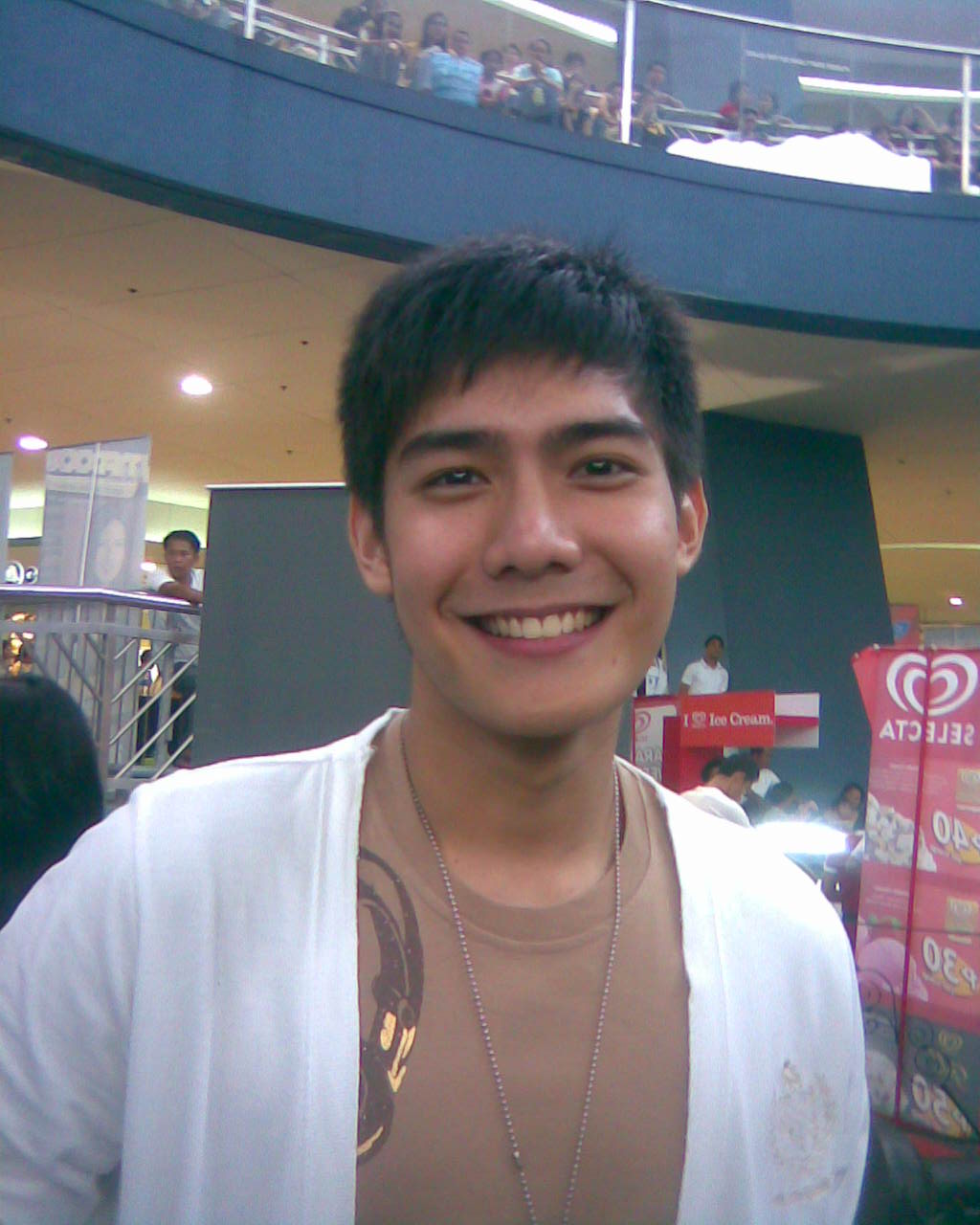

로비 도밍고(Robert Marion Eusebio Domingo, 1989년 ~ )는 필리핀의 VJ겸 배우이다.